# シルベスターの行列式恒等式
シルベスターの行列式恒等式（ーのぎょうれつしきこうとうしき、Sylvester's determinant identity）は、特定の種類の行列式を評価するのに役立つ恒等式である。
この恒等式は、1851年に証明なしにこの恒等式を述べたジェームズ・ジョセフ・シルベスターにちなんで名付けられた。

## 解説
n行n列の行列{\displaystyle A}が与えられた場合、{\displaystyle \det(A)}はその行列式を表し、次のようにペアを選択する。
{\displaystyle u=(u_{1},\dots ,u_{m}),v=(v_{1},\dots ,v_{m})\subset (1,\dots ,n)}
m要素の順序付き部分集合（ただし、m ≤ n）の( n − m )行( n − m )列の部分行列を表す。行を削除することで得られ、補助m行m列行列を定義するその要素は、次の行列式に等しい
{\displaystyle ({\tilde {A}}_{v}^{u})_{ij}:=\det(A_{v[{\hat {v}}_{j}]}^{u[{\hat {u}}_{i}]}),}
このとき{\displaystyle u[{\hat {u_{i}}}]}、{\displaystyle u[{\hat {u_{j}}}]}、のm−1個の要素の部分集合を表す。そして{\displaystyle u}と{\displaystyle u}要素を削除することによって得られるのが{\displaystyle u_{i}}と{\displaystyle v_{j}}である。
このとき、シルベスターの行列式の恒等式は次のように示される (Sylvester, 1851)。
{\displaystyle \det(A)(\det(A_{v}^{u}))^{m-1}=\det({\tilde {A}}_{v}^{u}).}
m  = 2の場合、これはDesnanot-Jacobi 恒等式 (Jacobi、1851) となる。